# Emili Sala i Francés

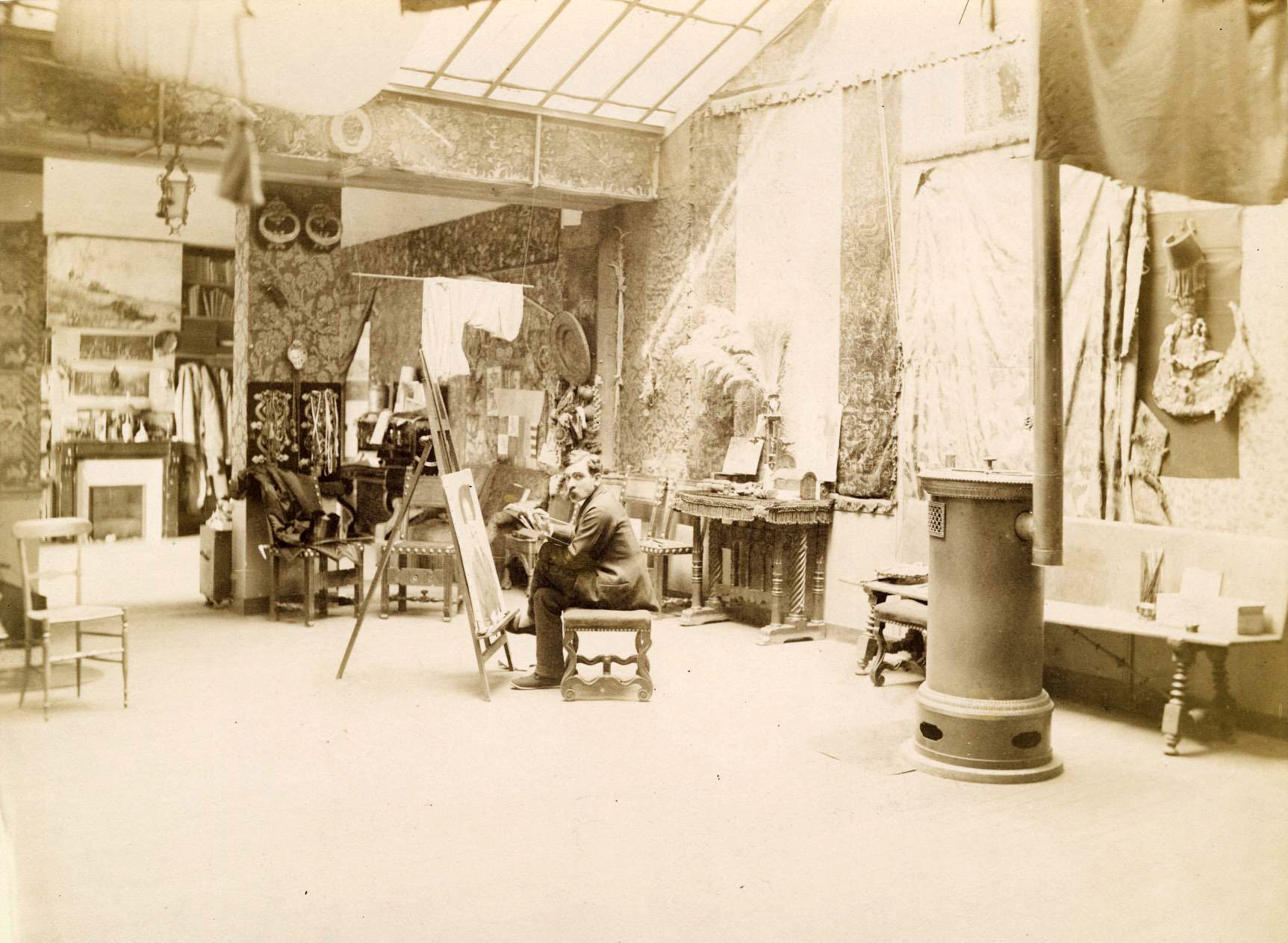
Emilio Sala Francés al seu estudi de París.

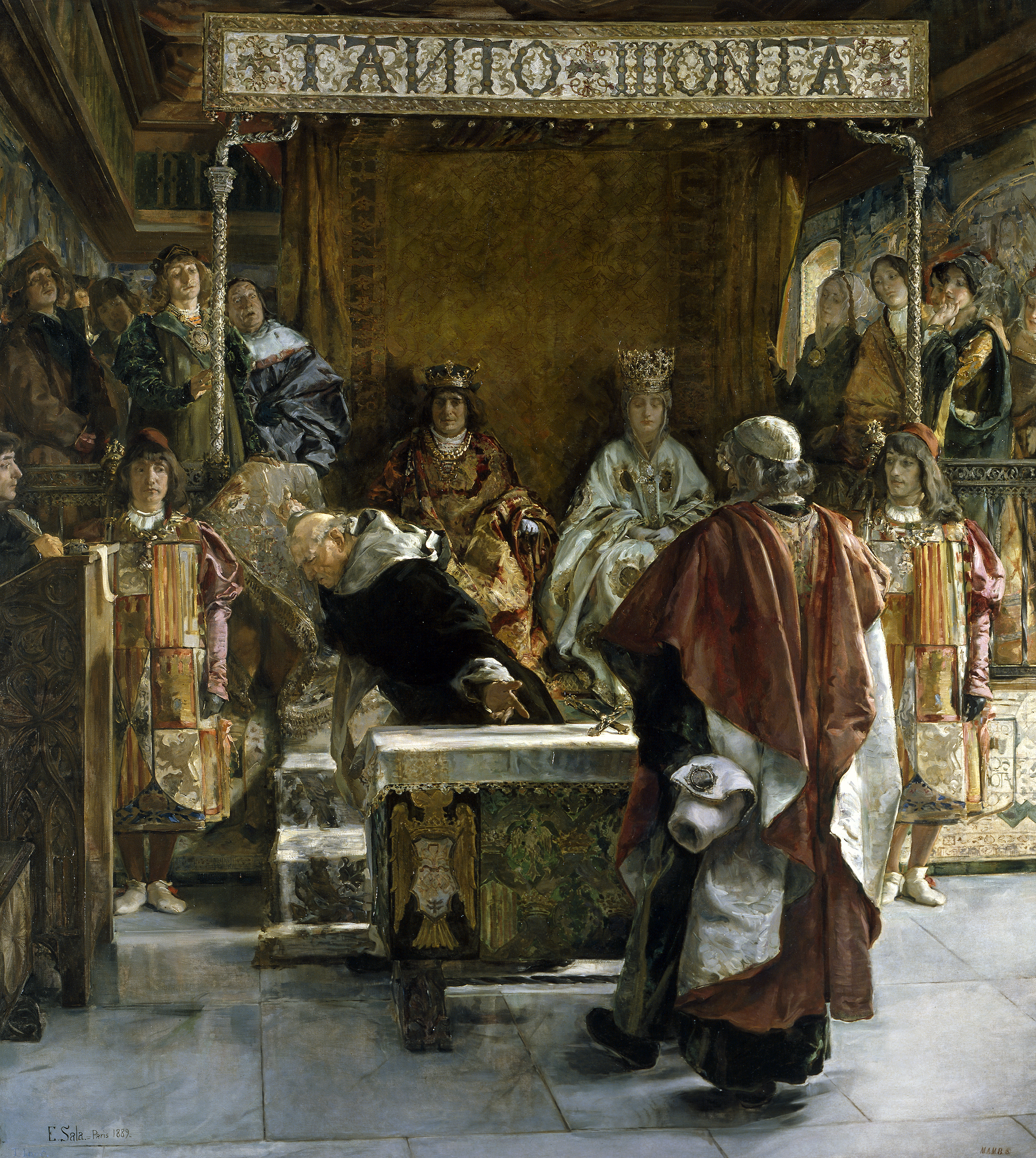
Expulsión de los judíos

Emilio Sala i Francés (Alcoi, 20 de gener de 1850 - Madrid, 14 d'abril de 1910) és un representant de la pintura alcoiana del segle xix. Estudia a València amb el seu cosí i tutor el pintor Plácido Francés, en l'Acadèmia de San Carlos. Individu de mèrit de l'Acadèmia de Belles Arts de Roma. Creu de Sant Miquel i Gran Creu de l'orde d'Isabel la Catòlica. Artista academicista, format a l'Escola de Belles Arts de Sant Carles de València (1871), conreà profusament els temes de gènere i d'història. En la seva primera època madrilenya alternà la realització de composicions decoratives per a cases, palaus i altres centres socials. Tanmateix, la seva gran fama és deguda als seus remarcables retrats. Participà en moltes exposicions oficials, i rebé premis i honors de consideració. També ostentà càrrecs honorífics i mantingué estretes relacions amb l'Acadèmia. Autor d'interessants publicacions especialitzades en la seva matèria, arran d'una d'elles es creà la Càtedra tècnica i teoria del color a l'Escuela de Bellas Artes de Madrid. Col·laborà en qualitat d'il·lustrador a la revista Blanco y Negro.

## Obra
En 1871 va participar per primera vegada en l'Exposició Nacional de Belles Arts. Des de 1890, s'allunya de la pintura històrica, dedicant-se a la pintura de gènere, al paisatge i a la il·lustració. Moltes il·lustracions i quadres seus es reproduïren en Blanco y Negro, il·lustrant a més a més algun dels Episodios Nacionales de Pérez Galdós. Va destacar en el gènere del retrat. En Roma es relaciona amb Francisco Pradilla, Ricardo Madrazo, José Moreno i Joaquín Sorolla però permuta la seua beca i s'establí en París amb una beca de l'Academia de San Fernando
A Madrid obrí el seu propi estudi i hi va prendre part en les decoracions dels palaus d'Anglada i de Mazarredo, decorant els sostres del desaparegut Café de Fornos i de la Cantina Americana. En 1906 es crea per a ell, en l'Escuela de Bellas Artes de San Fernando la càtedra de "Teoría y Estética del Color", que desenvolupa fins a la seua mort.
Obres seues són: Retrato de Doña Ana Colín y Perinat, Retrato de joven, Retrato d'un personaje masculino desconocido, Florista, Valle de lágrimas, Sinfonía en blanco, La manzanilla, etc. Va destacar com a retratista (Campoamor, La infanta Doña Eulalia, María Guerrero, Echegaray, Juan Ramón Jiménez, Agustí Querol) i pintor de gènere (Jugadores, El columpio).

## Guardons

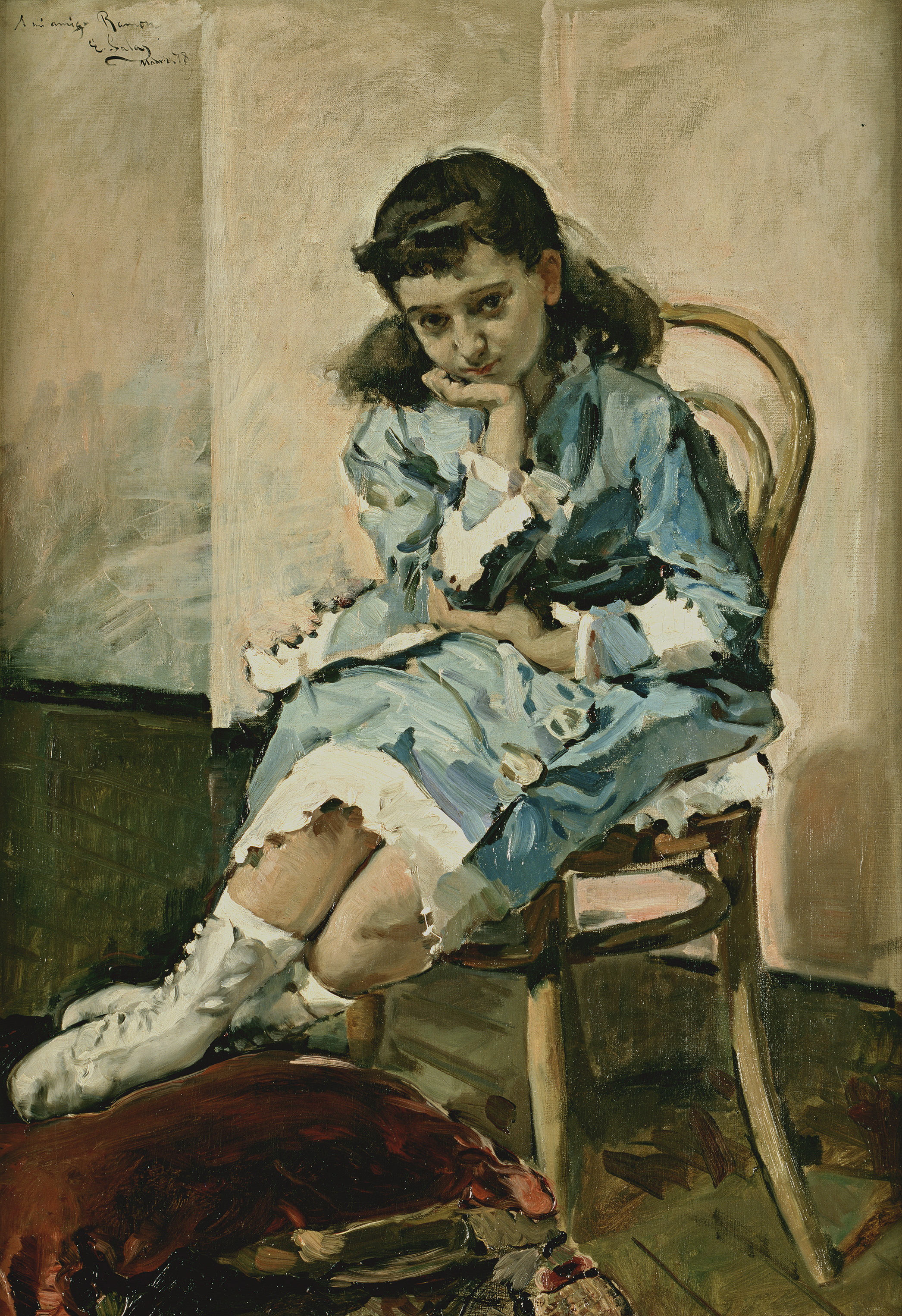
María Guerrero niña

- Segona medalla a la Regional de València 1867 per un Bodegó
- Segona medalla a l'Exposició Nacional de Belles Arts 1871 per la Prisión del Príncipe de Viana
- Premi d'honor a la Regional de València per Valle de lágrimas
- Primera medalla a l'Exposició Nacional de Belles Arts el 1878 per Guillem de Vinatea delante de Alfonso IV.
- Primera medalla a l'Exposició Nacional de Belles Arts el 1881per Novus Hortus.
- Creu de Sant Miquel de Múnic en 1885.
- Segona medalla en l'Exposició Universal de París de 1889.
- Medalla d'Or de l'Exposició de Berlín 1891 per Expulsión de los judíos.
- Gran Creu de l'orde d'Isabel la Catòlica en l'Exposició Universal de 1899.